# Hameçonnage de type loterie

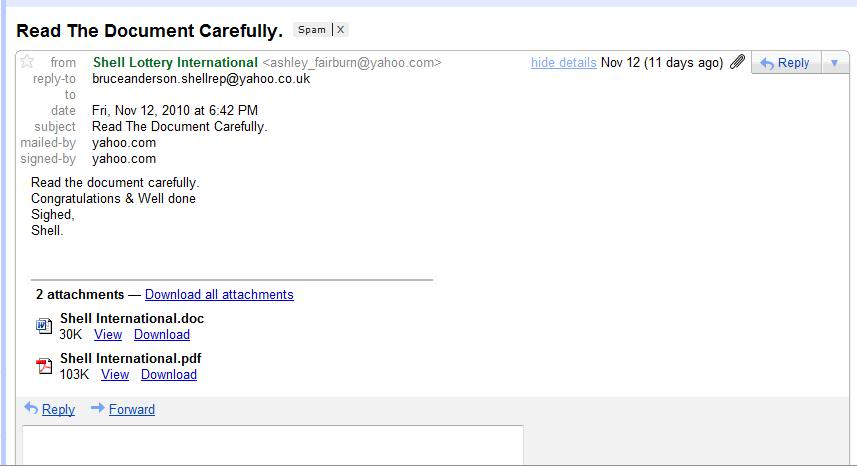
Scan d'un email en anglais pour un « gagnant » d'une loterie.

Un hameçonnage de type loterie est un hameçonnage dans lequel un fraudeur indique à un destinataire qu'il a gagné un prix important à une loterie dans le but de lui extorquer de l'argent.

## Description de cet hameçonnage
Le destinataire de l'hameçonnage — la cible de la fraude — est encouragé à garder l'information secrète ou à agir rapidement pour éviter qu'il se rende compte ou soit informé de la fraude. Pour recevoir son prix, le destinataire du message doit contacter un agent qui lui demande de payer des frais avant de recevoir son prix, les frais sont présentés comme des frais d'administration, des taxes, des frais de douane ou d'autres frais qui peuvent sembler légitimes. Pour appliquer de la pression sur le destinataire, on indique parfois qu'il doit répondre en moins de 5 minutes après avoir ouvert le message ou on lui dit qu'il gagnera un second prix s'il répond en moins de 5 minutes.
Évidemment, la personne fraudée ne recevra aucun prix après avoir payé les frais demandés. Dans plusieurs cas, le fraudeur ira même jusqu'à demander un second frais aux personnes qui mordront à l'hameçon !
Plusieurs hameçonnages de ce type utilisent les noms de loteries réelles ou de compagnies réelles qui ne sont évidemment aucunement impliquées dans ces fraudes.
Les hameçonnages de type loterie sont tellement fréquents et problématiques que plusieurs loteries légitimes placent des informations sur leurs sites Web pour mettre leurs utilisateurs en garde contre ces fraudes.

## Exemple d'hameçonnage de type loterie
Voici un exemple d'hameçonnage de type loterie (les fautes d'orthographe du message n'ont pas été corrigées) :
Très cher(e) Monsieur / Madame
À l'occasion de l'expansion de ses activités, la société d'épargne et de crédit CRÉDIT AGRICOLE FINANCE a organisé une tombola concernant toutes personnes résidant en France et toutes personnes vivant hors de la France ayant une boîte électronique.
- Le 1er  prix est un appartement 3 pièces située à Paris, 17e d'une valeur de 190 000 Euros.
- Le second prix, la somme de 130 000 Euros ,
- Le 3e prix est un montant de 80 000 euros ,
- Le 4e prix un montant de 45 000 Euros
- Le 5e prix un montant de 12 500 Euros.
À l'issue de cette tombola, vous avez été tiré à la seconde place donc l'heureux bénéficiaire de le somme de 130 000 Euros. Si vous avez reçu ce message alors vous êtes la personne correspondant à l'adresse électronique tirée au sort et qui fait de vous l'heureux bénéficiaire des 130 000 Euros.
Nous vous prions de nous adresser un message de confirmation en mentionnant votre numéro de code qui est le DB/051/988 sans oublier de nous donner les informations suivantes : Votre nom & prénom, adresse complète, profession, numero de telephone afin de vous mettre en contact avec l'huissier qui a eu à superviser l'opération
CRÉDIT AGRICOLE FINANCE
Service marketing
Mr FRANCIS CUNNEN
Directeur Marketing

## Indices signalant un tel hameçonnage
Il existe plusieurs signes qui permettent d'identifier ces hameçonnages :
- Vous gagnez un prix dans une loterie à laquelle vous n'avez pas participé. Si vous n'avez pas acheté un billet pour une loterie, vous ne pouvez pas y gagner un prix. Des attributions de prix par tirage au hasard d'adresses de messagerie ou des tirages parmi les utilisateurs d'un type d'équipement ou d'un logiciel n'existent pas. Il s'agit d'inventions pour tromper des internautes vulnérables.
- Le fraudeur demande à la victime de payer certains frais avant de recevoir son prix. Dans le cas de loteries réelles, lorsque de tels frais existent, la loterie soustrait toujours ces frais du prix et remet la différence au gagnant sans lui réclamer aucun paiement. Tout frais réclamé avant la remise d'un prix, quelle que soit la raison invoquée, indique à coup sûr une fraude.
- Le message vous informant de votre prix provient d'un webmail gratuit comme Yahoo!, Hotmail, Outlook, Gmail, etc. Presque tous les hameçonnages de ce type proviennent d'un webmail gratuit.

## Une variante: la vente sous pression déguisée en loterie
Dans une variante de cet hameçonnage, le destinataire est invité à assister à une réunion où on lui expliquera comment entrer en possession de son prix. Lors de cette réunion, le destinataire est soumis à une séance de vente sous pression où des vendeurs très convaincants lui proposeront d'acheter un bien dont le coût est très largement supérieur au prix qu'il a gagné. Le destinataire est informé que l'achat de ce bien est nécessaire pour entrer en possession de son prix. Le prix gagné par le destinataire est donc simplement une réduction sur un prix de vente qui a été augmenté pour tenir compte de la réduction. Ce type de fraude n'est pas illégal dans certaines juridictions.

## Une variante: le chantage
Dans une autre variante de cet hameçonnage, le fraudeur laisse le destinataire accepter un prix auquel il sait qu'il n'a pas droit et, ensuite, il menace de le déclarer s'il n'accepte pas de payer les frais associés au prix.
Par exemple, un message électronique d'hameçonnage est envoyé à des employés d'une compagnie multinationale opérant dans plusieurs pays. Le message indique que la compagnie a gagné un prix à la suite d'une publicité dans un obscur magazine d'un obscur pays. Le message indique que le promoteur du tirage a tenté en vain de remettre le prix à la compagnie, mais n'a jamais reçu de réponse à ses messages. Pour ne pas être accusé de ne pas verser le prix, le promoteur demande au destinataire d'accepter le prix et de le remettre à son employeur. Lorsque l'employé accepte le prix, mais refuse de payer les frais, le fraudeur menace l'employé de le dénoncer à son employeur ou à la police.

## Source
- (en) Cet article est partiellement ou en totalité issu de l’article de Wikipédia en anglais intitulé « Lottery scam » (voir la liste des auteurs).